# Randig ärtvivel
Randig ärtvivel (Sitona lineatus) är en skalbaggsart som först beskrevs av Carl von Linné 1758. Randig ärtvivel ingår i släktet Sitona, och familjen vivlar. Arten är reproducerande i Sverige.

## Biologi
Den randiga ärtviveln är en 4–5 millimeter lång, brungrå vivel, som angriper baljväxter och särskilt ärtodlingar genom att äta på bladens kanter. De övervintrar som adulter i fältkanter och vallar, och på våren flyger de in i ärtfälten och lägger ägg i jorden. Det krävs temperaturer på minst 18 °C för att inflygning ska ske. Parning sker strax efter inflygningen och varje hona lägger i snitt 1000 ägg. Vivelns larver livnär sig på ärtrötterna och dess kvävefixerande bakterieknölar. Larverna är vita med bruna huvuden och blir upp till 7 mm långa. Larvstadiet varar i ungefär sex veckor och därefter förpuppas larverna. Två veckor efter förpuppning kommer den nya generationen adulter fram. Detta brukar ske i slutet av juli-augusti. Den randiga ärtviveln producerar en ny generation adulter per odlingssäsong.
I perenna vallar med baljväxter är risken för förekomst extra hög, eftersom det där finns både övervintringsmöjligheter och värdväxter. De vuxna vivlarna är lättskrämda och skygga, och faller lätt till marken då plantan ruskas om.

## Förekomst
Randig ärtvivel förekommer i de flesta delarna av landet. Mest observationer gjordes under 2019 i de södra delarna, särskilt Skåne, och i Uppland. 

## Betydelse i lantbruket
Både larver och adulter orsakar skador på ärtplantor, och andra baljväxter. Adulterna gnager på bladen i karaktäristiska halvmåneformade gnag längst kanterna medan larverna gnager på rötter och rhizobiumknölar. Oftast syns angrepp nära vallar och fältkanter där temperaturerna fort blir höga på våren och inflygningssträckan är kort. Särskilt vid varmt väder och sen sådd kan skadorna bli betydande på grund av att detta leder till dålig tillväxt hos ärtornas groddplantor. Det blir då svårare för dem att återhämta sig vid vivelangrepp.
Den ekonomiska betydelsen av angrepp anses vara liten och oftast återhämtar sig plantorna under säsongen även vid kraftiga angrepp.

## Bekämpning
Den randiga ärtviveln är känslig för ogynnsamt väder, och trivs bäst då det är vindstilla och varmt. Enligt IPM ska angrepp i första hand förebyggas och som sekundär åtgärd tillsätts kemiska bekämpningsmedel. Ett sätt att förebygga skadorna från randig ärtvivel är att sträva efter en jämn och snabb uppkomst av ärtor så att plantorna är motståndskraftiga vid eventuellt angrepp. Naturliga fiender såsom jordlöpare och parasitsteklar hjälper till att hålla populationen nere.
Vid kraftigt angrepp på unga plantor i etableringsfasen kan det vara aktuellt med kemisk bekämpning i form av pyretroider.       

## Bildgalleri

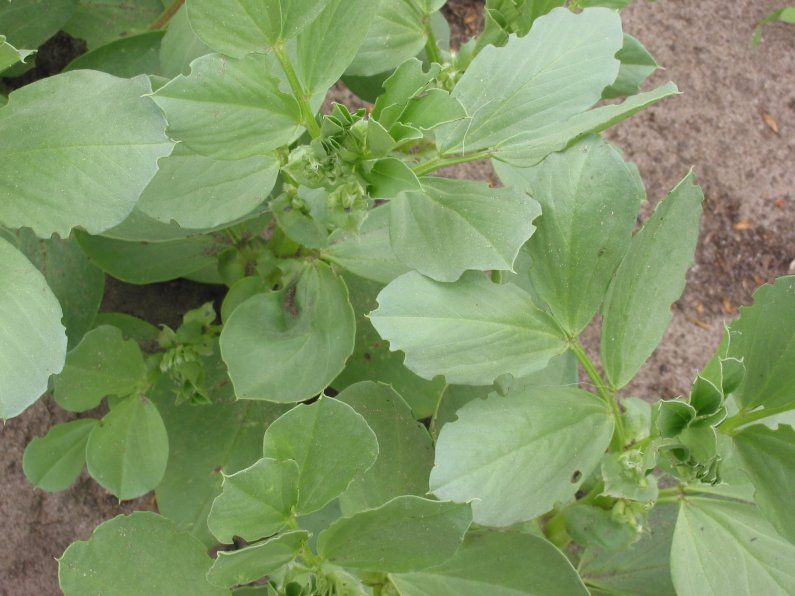